# سنتوريون (فلم)
سنتوريون أو قائد المئة (بالإنجليزية: Centurion) هو فيلم حركة تاريخي أُنْتِجَ في المملكة المتحدة والولايات المتحدة وفرنسا وصدر في 2010 بطولة مايكل فاسبندر ومن إخراج نيل مارشال.

## القصة
مجموعة منشقة من الجنود الرومان تقاتل للنجاة بحياتهم خلف خطوط العدو بعد أن دمر فيلقهم في هجوم حرب العصابات.

## الميزانية والإيرادات
كلف الفيلم 12 مليون دولار وحقق 6.1 مليون دولار.

## وصلات خارجية
سنتوريون على موقع IMDb (الإنجليزية)
- سنتوريون على موقع ميتاكريتيك (الإنجليزية)
- سنتوريون على موقع روتن توميتوز (الإنجليزية)
- سنتوريون على موقع نتفليكس (الإنجليزية)
- سنتوريون على موقع قاعدة بيانات الأفلام العربية
- سنتوريون على موقع ألو سيني (الفرنسية)
- سنتوريون على موقع Turner Classic Movies (الإنجليزية)
- سنتوريون على موقع أول موفي (الإنجليزية)
- سنتوريون على موقع بوكس أوفيس موجو (الإنجليزية)
- سنتوريون على موقع فيلمافينيتي (الإسبانية)